# Arminia Bielefeld/Saison 1964/65
Dieser Artikel beschreibt den Verlauf der Saison 1964/65 von Arminia Bielefeld. Arminia Bielefeld trat in der Saison in der seinerzeit zweitklassigen Regionalliga West an und belegte am Saisonende den fünften Platz. Im Westdeutschen Pokal schieden die Arminen bereits in der ersten Runde aus und verpassten die Qualifikation zum DFB-Pokal.

## Personalien

### Kader
| Wolfgang Schlichthaber |
| Andreas Triebel        |

| Hans-Jürgen Bäsler |
| Theodor Flieger    |
| Rudolf Giersch     |
| Erwin Heidinger    |
| Manfred Menzel     |
| Dieter Schulz      |

| Wilfried Biermann     |
| Horst Möntmann        |
| Werner Ruchel         |
| Heinz-Günter Sibilski |

| Peter Dammann    |
| Uwe Erich        |
| Horst Gamon      |
| Bernd Kirchner   |
| Ulrich Kohn      |
| Gerd Roggensack  |
| Gustav Walenciak |

Der Name des Mannschaftskapitäns ist nicht bekannt.

### Transfers zur Saison 1964/65
| Hans-Jürgen Bäsler (Tasmania Berlin)   |
| Uwe Erich (Meidericher SV)             |
| Ulrich Kohn (Borussia Mönchengladbach) |
| Gustav Walenciak (Meidericher SV)      |

| Dieter Czichos (SpVg Beckum)      |
| Harry Garstecki (eigene Amateure) |

### Funktionäre und Trainer Saison 1964/65
| Funktion        | Name          |
| --------------- | ------------- |
| Cheftrainer     | Hellmut Meidt |
| Co-Trainer      | Hoffmann      |
| Geschäftsführer | Hans Büttner  |

## Saison
Alle Ergebnisse aus Sicht von Arminia Bielefeld. Grün unterlegte Ergebnisse kennzeichnen einen Sieg, rot unterlegte eine Niederlage und gelb unterlegte ein Unentschieden.

### Regionalliga
| ST | Datum              | Gegner                   | Ort      | Ergebnis | Tor(e) für Arminia                                      |
| -- | ------------------ | ------------------------ | -------- | -------- | ------------------------------------------------------- |
| 1  | 9. August 1964     | Schwarz-Weiß Essen       | Auswärts | 1:1      | Sibilski                                                |
| 2  | 16. August 1964    | Rot-Weiß Oberhausen      | Heim     | 2:4      | Bäsler, Kirchner                                        |
| 3  | 23. August 1964    | Preußen Münster          | Auswärts | 1:2      | Roggensack                                              |
| 4  | 30. August 1964    | Eintracht Gelsenkirchen  | Heim     | 1:1      | Walenciak                                               |
| 5  | 5. September 1964  | Eintracht Duisburg       | Auswärts | 0:4      |                                                         |
| 6  | 13. September 1964 | Hamborn 07               | Heim     | 2:2      | Kohn, Walenciak                                         |
| 7  | 20. September 1964 | Alemannia Aachen         | Auswärts | 1:3      | Dammann                                                 |
| 8  | 27. September 1964 | Wuppertaler SV           | Heim     | 6:2      | Dammann (2), Kohn (2), Kirchner, Roggensack             |
| 9  | 11. Oktober 1964   | Rot-Weiss Essen          | Auswärts | 3:1      | Biermann, Menzel, Roggensack                            |
| 10 | 18. Oktober 1964   | STV Horst-Emscher        | Heim     | 1:0      | Menzel                                                  |
| 11 | 25. Oktober 1964   | Homberger SV             | Heim     | 1:2      | Kirchner                                                |
| 12 | 8. November 1964   | Bayer 04 Leverkusen      | Auswärts | 2:3      | Kirchner, Kohn                                          |
| 13 | 22. November 1964  | Westfalia Herne          | Auswärts | 3:0      | Erich, Flieger, Kohn                                    |
| 14 | 29. November 1964  | TSV Marl-Hüls            | Heim     | 2:2      | Roggensack, Schulz                                      |
| 15 | 6. Dezember 1964   | Borussia Mönchengladbach | Auswärts | 1:1      | Walenciak                                               |
| 16 | 12. Dezember 1964  | Fortuna Düsseldorf       | Heim     | 3:1      | Walenciak (2), Kirchner                                 |
| 17 | 20. Dezember 1964  | Schwarz-Weiß Essen       | Heim     | 3:2      | Roggensack (2), Kohn                                    |
| 18 | 27. Dezember 1964  | SC Viktoria Köln         | Heim     | 1:1      | Kohn                                                    |
| 19 | 3. Januar 1965     | Rot-Weiß Oberhausen      | Auswärts | 1:2      | Kohn                                                    |
| 20 | 10. Januar 1965    | Preußen Münster          | Heim     | 2:5      | Möntmann, Walenciak                                     |
| 21 | 24. Januar 1965    | Eintracht Gelsenkirchen  | Auswärts | 1:2      | Dammann                                                 |
| 22 | 31. Januar 1965    | Eintracht Duisburg       | Heim     | 3:0      | Biermann, Kirchner, Kohn                                |
| 23 | 14. Februar 1965   | Hamborn 07               | Auswärts | 2:2      | Kirchner, Kohn                                          |
| 24 | 21. Februar 1965   | Alemannia Aachen         | Heim     | 1:0      | Kirchner                                                |
| 25 | 7. März 1965       | Wuppertaler SV           | Auswärts | 3:1      | Dammann (3)                                             |
| 26 | 21. März 1965      | Rot-Weiss Essen          | Heim     | 4:1      | Dammann (2), Kohn, Schulz                               |
| 27 | 28. März 1965      | STV Horst-Emscher        | Auswärts | 0:1      |                                                         |
| 28 | 4. April 1965      | Homberger SV             | Auswärts | 0:0      |                                                         |
| 29 | 11. April 1965     | Bayer 04 Leverkusen      | Heim     | 4:2      | Kohn (2), Menzel, Roggensack                            |
| 30 | 17. April 1965     | Fortuna Düsseldorf       | Auswärts | 5:1      | Roggensack (3), Dammann, Kohn                           |
| 31 | 2. Mai 1965        | SC Viktoria Köln         | Auswärts | 2:0      | Giersch, Kohn                                           |
| 32 | 13. Mai 1965       | Westfalia Herne          | Heim     | 4:2      | Roggensack, Schulz, Walenciak; Eigentor durch Wilbrandt |
| 33 | 16. Mai 1965       | TSV Marl-Hüls            | Auswärts | 1:0      | Kohn                                                    |
| 34 | 23. Mai 1965       | Borussia Mönchengladbach | Heim     | 1:1      | Flieger                                                 |

### Westdeutscher Pokal
| Runde | Datum          | Gegner             | Ort      | Ergebnis | Tor(e) für Arminia |
| ----- | -------------- | ------------------ | -------- | -------- | ------------------ |
| 1     | 2. August 1964 | BV Bad Lippspringe | Auswärts | 1:2      |                    |

## Statistiken

### Spielerstatistiken
Die Zahlen in Klammern nennen die Anzahl der Spiele und die Anzahl der Tore.
| Wolfgang Schlichthaber (13/0) |
| Andreas Triebel (21/0)        |

| Hans-Jürgen Bäsler (12/1) |
| Theodor Flieger (23/2)    |
| Rudolf Giersch (12/1)     |
| Erwin Heidinger (31/0)    |
| Manfred Menzel (33/3)     |
| Dieter Schulz (32/3)      |

| Wilfried Biermann (17/2)    |
| Horst Möntmann (5/1)        |
| Werner Ruchel (3/0)         |
| Heinz-Günter Sibilski (6/1) |

| Peter Dammann (18/10)   |
| Uwe Erich (7/1)         |
| Horst Gamon (3/0)       |
| Bernd Kirchner (27/8)   |
| Ulrich Kohn (33/16)     |
| Gerd Roggensack (31/11) |
| Gustav Walenciak (21/7) |

### Zuschauer
Arminia Bielefeld begrüßte zu seinen 17 Heimspielen insgesamt 193.000 Zuschauer, was einem Schnitt von 11.353 entspricht. Damit belegte Arminia Bielefeld Platz vier in der Zuschauertabelle. Den Zuschauerrekord gab mit 16.500 gegen Preußen Münster, während nur 7000 Zuschauer das Spiel gegen Westfalia Herne sehen wollten.